# 伊瓦里·屈科斯基
伊瓦里·屈科斯基（芬蘭語：Iivari Kyykoski，1881年2月16日—1959年12月8日），芬兰男子体操运动员。他曾获得1908年夏季奥运会体操比赛男子团体全能铜牌。1909年，他代表Ylioppilasvoimistelijat队在全国体操锦标赛上获得男子团体冠军。